# 睡在我上铺的兄弟 (网络剧)
《睡在我上舖的兄弟》（英語：Who Sleeps My Bro），是由中國的影視製作和發行公司樂視影業於2015年出品的網路劇。由張琦執導、陳曉、杜天皓、劉芮麟、李現領銜主演的青春校園網路劇。該劇講述了大學宿舍的四名男生從大二到畢業經歷了無數青春、夢想、事業、愛情洗禮的故事。該劇於2016年1月15日在樂視首播。

## 播出時間
| 頻道     | 所在地 | 首播日期      |
| -------- | ------ | ------------- |
| 樂視視頻 | 中國   | 2016年1月15日 |

## 演員列表

### 主要演員
| 演員   | 角色   | 介紹 |
| 陳曉   | 林向宇 | 滬都大學330宿舍一員，“厚顏王子”——林向宇，一天在書店一見鍾情心中的“絲帕女神”，然後聯合兄弟在“約吧”舉辦face part尋找心中女神。                                                                     |
| 杜天皓 | 李大鵬 | 滬都大學330宿舍一員，“呆萌逗比”——李大鵬，海歸“富二代”，視自己的愛寵羊駝為掌上明珠。喜歡自由，總是做一些讓人哭笑不得的事，他萌出了新境界。                                                        |
| 李現   | 謝訓   | 滬都大學330宿舍一員，“忠義猛男”——謝訓，暖男“小砲兒”，打架最厲害，雖然出身貧寒，但為人特別講義氣，對深愛的女友高寶鏡一直不離不棄，劇中他大戰不良少年黃毛是一個超級大亮點。                        |
| 劉芮麟 | 管超   | 滬都大學330宿舍一員，“學霸禽獸”——管超，“千年處男”，學習成績非常好，學霸禽獸管超，智商很高情商卻很低，喜歡校花夏星辰卻一直沒有勇氣告白。                                                          |
| 吳優   | 夏星辰 | 滬都大學的校花，一進校園就成為男生們欽慕的對象，但是她卻一直暗戀著林向宇，夏星辰向林向宇勇敢示愛並主動獻吻，最終二人成為了校園裡最令人羨慕的情侶，無論散步、去圖書館還是上課無時無刻不膩在一起。 |
| 藍盈瑩 | 高寶鏡 | 滬都大學的四大女神之一，高寶鏡，在“愛情與麵包”的兩種選擇上，給觀眾上了一場別開生面的愛情大講堂。對富二代追求者所給的新生活的嚮往，對十五年感情放不下的執著。                                     |

### 其他演員
| 演員   | 角色                | 介紹                                         |
| 姚蜜   | 沈月(Jennifer Baby) | 滬都大學外貿英語大二學生                     |
| 梁超   | 高朝                | 滬都大學經貿系系主任                         |
| 王嘯坤 | 猴子                |                                              |
| 蔣雪鳴 | 宋子豪(黃毛)        | 滬都大學國際金融大一新生，林向宇發小，官二代 |

## 音樂原聲
| 歌名         | 演唱   | 製作人 | 作詞 | 作曲 | 編曲 | 吉他   | 混音   |
| 《我的大學》 | 蕭敬騰 | 高曉松 | 尹約 | 錢雷 | 錢雷 | 牛子健 | 週天澈 |

## 製作團隊
- 出品人：樂視視頻
- 製作人：李錦文、董振振、鄧碩、
- 監製：李錦文
- 導演：張琦
- 副導演（助理）：孔令平、朱安彬
- 編劇：史倩
- 攝影：鄭偉恆
- 道具：王瑛琪、陳其祥、劉傳良、毛學兵、沈志剛、週學永、李文奎、週增偉、李術剛、李樹金
- 選角導演：蔣春亮
- 動作指導：秦鵬飛
- 造型設計：袁允明、蔣傑
- 服裝設計：陳小艷
- 視覺特效：唯優傳媒視覺特效事業部
- 燈光：廖開俊
- 錄音：張園園
- 場記：高燕[4]

## 幕後製作

### 創作背景
該劇改編自高曉松同名歌曲，高曉松本人也親自擔任大電影的總監製。

### 開機拍攝
2015年6月7日，該片在上海舉行了開機儀式。 